# Saint-Christophe-des-Bardes
Saint-Christophe-des-Bardes (okzitanisch Sent Cristòfe de Bardas) ist eine südwestfranzösische Gemeinde mit 390 Einwohnern (Stand 1. Januar 2022) im Département Gironde in der Region Nouvelle-Aquitaine.

## Lage
Der Ort Saint-Christophe-des-Bardes liegt etwa drei Kilometer östlich von Saint-Émilion in einer Höhe von etwa 20 Metern ü. d. M. Die Großstadt Bordeaux ist knapp 45 Kilometer (Fahrtstrecke) in westlicher Richtung entfernt.

## Bevölkerungsentwicklung
| Jahr      | 1962 | 1968 | 1975 | 1982 | 1990 | 1999 | 2006 | 2017 |
| Einwohner | 712  | 715  | 646  | 597  | 544  | 515  | 517  | 442  |

Im 19. Jahrhundert hatte die Gemeinde stets zwischen 600 und 800 Einwohner. Die Reblauskrise sowie die zunehmende Mechanisierung der Landwirtschaft führten in der ersten Hälfte des 20. Jahrhunderts zu einem kontinuierlichen Absinken der Einwohnerzahlen bis auf die Tiefststände der letzten Jahrzehnte.

## Wirtschaft
Saint-Christophe-des-Bardes lebte jahrhundertelang von der Landwirtschaft, zu der auch der Weinbau gehörte. Die hier produzierten Weine wurden lange Zeit hauptsächlich über die Häfen an der Gironde nach England exportiert; seit 1936 gehört das Gemeindegebiet zur Appellation Saint-Émilion (AOC). Auch der Tourismus spielt in Form der Vermietung von Ferienwohnungen (gîtes) eine gewisse Rolle im Wirtschaftsleben der Gemeinde.

## Geschichte
Bereits die Römer brachten die Kunst des Weinbaus in den Südwesten Galliens. Durch die romanische Kirche ist die Existenz des Ortes bereits im Mittelalter belegt.

## Sehenswürdigkeiten
- Von der inmitten des alten Friedhofs stehenden romanischen Pfarrkirche (Église Saint-Christophe) sind nur noch Teile der Apsis und das mehrfach in die Tiefe gestaffelte Archivoltenportal erhalten, dessen Kapitellschmuck besonders hervorzuheben ist; aber auch die Archivolten selbst zeigen eine – wenn auch zurückhaltende – Ornamentik. Den oberen Abschluss der Portalzone bildet ein figürlich gestalteter Konsolenfries. Im 16. Jahrhundert wurde das einschiffige Langhaus eingewölbt. Im 19. Jahrhundert entstand der Turmhelm (flèche). Das Portal ist seit 1908 als Monument Historique anerkannt; der gesamte Kirchenbau folgte im Jahr 2000.[1]
- Das Ortsbild wird bereichert durch zwei Waschhäuser (lavoirs), mehrere Mühlen (darunter auch eine Windmühle) und das nicht mehr genutzte Taubenhaus des Pfarramtes.

## Partnergemeinde
- Hermance, Schweiz